# أييوس نيكولاوس (إففويا)
أييوس نيكولاوس (Άγιος Νικόλαος) هي مدينة في إففويا في مقاطعة كينتريكي إلادا في اليونان.
يبلغ عدد سكانها حوالي 2846   نسمة.